# Tîrșiței, Telenești
Tîrșiței este satul de reședință al comunei cu același nume  din raionul Telenești, Republica Moldova.

## Istorie
Localitatea a fost menționată documentar pentru prima dată în 1604:
„Io Eremia Movilă voievod, din mila lui Dumnezeu, domn al Țării Moldovei. Iată au venit înaintea noastră și înaintea boierilor noștri, sluga noastră credincioasă, Apostol ceașnic, cu toți frații lui și verii lor, nepoții lui Isaia și Gheorghie, cu toți frații și verii lor, nepoții lui Ion Papa și s'au jeluit nouă, cu mare jalbă și mărturie, cu oameni buni și megiași de primprejur, zicând că privilegiul ce l-au avut bunicii lor Moruzan și Ion Papa dela Ștefan voievod cel Bătrân pe dreapta lor ocină și dedină, jumătate din satul Tărciței pe Dobrușa ... în ținutul Orhei, ...

...

În Iași, anul 7112 <1604> Mai 20.

Domnul a zis.

Stroici mare logofăt a învățat. Și a iscălit, Stroici logofăt.

Dumitru a scris.”

## Date geografice
Satul are o suprafață de aproximativ 2,28 kilometri pătrați, cu un perimetru de 8,12 km.

## Demografie
În anul 1997, populația satului Tîrșiței a fost estimată la 1.820 de cetățeni.
La recensământul din anul 2004, populația satului constituia 1.676 de oameni, 49,16% fiind bărbați iar 50,84% femei. Structura etnică a populației în cadrul satului arăta astfel: 96,24% - moldoveni/români, 2,98% - ucraineni, 0,42% - ruși, 0,18% - găgăuzi, 0,18% - alte etnii.